# Lonchoptera tarsulenta
Lonchoptera tarsulenta är en tvåvingeart som beskrevs av Yang 1999. Lonchoptera tarsulenta ingår i släktet Lonchoptera och familjen spjutvingeflugor. Inga underarter finns listade i Catalogue of Life.